# 블라디미르 그리고리예프 (쇼트트랙 선수)
블라디미르 빅토로비치 그리고리예프(러시아어: Влади́мир Ви́кторович Григо́рьев, 우크라이나어: Володи́мир Ві́кторович Григо́р'єв 볼로디미르 빅토로비치 흐리호리예우[*], 1982년 8월 8일~)는 러시아의 쇼트트랙 선수, 지도자이다.
우크라이나 출신으로 우크라이나 국가대표로 2002년 동계 올림픽과 2006년 동계 올림픽에 참가하였다. 이후 2007년에 러시아로 귀화하여 러시아 국가대표로 선발되었다. 2014년 동계 올림픽 1000m에서 빅토르 안에 이어 2위를 하여, 은메달을 획득했다. 이어 계주에서 러시아 대표팀 소속으로 금메달을 획득했다.